# سراغة طنجية
السراغة الطنجية (باللاتينية: Crepis tingitana) نوع نباتي يتبع جنس السراغة من الفصيلة النجمية.

## الموئل والانتشار
موطنها المغرب العربي وإسبانيا.

## مرادفات للاسم العلمي
- (باللاتينية: Crepis boetica Lange [non Mill. 1768])
- (باللاتينية:  Crepis spathulata subsp. boetica (Lange) Nyman)